# Златоустово
Златоустово е село в Южна България. То се намира в община Маджарово, област Хасково.

## География
Златоустово е село, което се намира в началото на Източните Родопи.

## Културни и природни забележителности
В последните години е истинска туристическа забележителност, заради близостта си до прочутия Перперикон. Някои учени предполагат, че на територията на селото има много ценни археологически паметници.

## Други
Основният поминък на хората е отглеждането на тютюн. Връзката на селото с цивилизацията е трудна – няма магазин, нито кметство, нито течаща вода.